# Ficus celebensis
Ficus celebensis är en mullbärsväxtart som beskrevs av Edred John Henry Corner. Ficus celebensis ingår i släktet fikonsläktet, och familjen mullbärsväxter. Inga underarter finns listade i Catalogue of Life.

## Bildgalleri

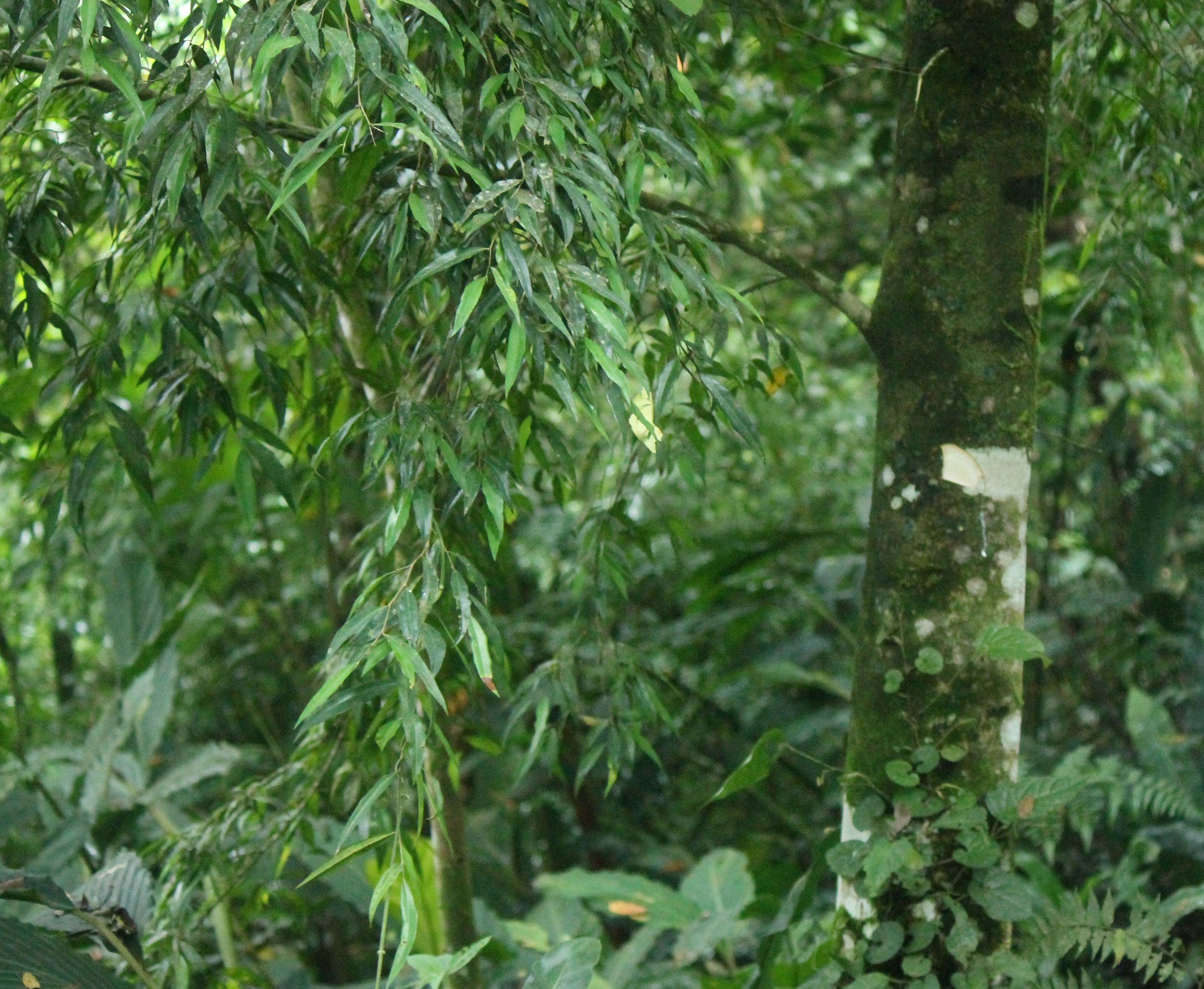